# Lista odcinków serialu Hawthorne
Poniżej znajduje się lista odcinków serialu telewizyjnego Hawthorne – emitowanego przez amerykańską stację telewizyjną TNT. W Polsce emitowany w AXN, Polsat i AXN White.

## Przegląd serii
| Seria | Seria | Liczba odcinków | Czas emisji                        |
| ----- | ----- | --------------- | ---------------------------------- |
|       | 1     | 10              | 16 czerwca 2009 – 18 sierpnia 2009 |
|       | 2     | 10              | 22 czerwca 2010 – 24 sierpnia 2010 |
|       | 3     | 10              | 14 czerwca 2011 – 16 sierpnia 2011 |

## Sezon 1 (2009)
| №  | #  | Tytuł                  | Reżyseria      | Scenariusz                  | Premiera (TNT)   | Premiera (AXN)  |
| -- | -- | ---------------------- | -------------- | --------------------------- | ---------------- | --------------- |
| 1  | 1  | Pilot                  | Mikael Salomon | John Masius                 | 16 czerwca 2009  | 30 maja 2011    |
| 2  | 2  | Healing Time           | Arvin Brown    | John Masius                 | 23 czerwca 2009  | 6 czerwca 2011  |
| 3  | 3  | Yielding               | Jeff Bleckner  | Sarah Thorp                 | 30 czerwca 2009  | 13 czerwca 2011 |
| 4  | 4  | All the Wrong Places   | Andy Wolk      | Glen Mazzara                | 7 lipca 2009     | 20 czerwca 2011 |
| 5  | 5  | The Sense of Belonging | Mike Robe      | Anna C. Miller              | 14 lipca 2009    | 27 czerwca 2011 |
| 6  | 6  | Trust Me               | Ed Bianchi     | Jeff Rake                   | 21 lipca 2009    | 4 lipca 2011    |
| 7  | 7  | Night Moves            | Roxann Dawson  | Bill Chais                  | 28 lipca 2009    | 11 lipca 2011   |
| 8  | 8  | No Guts, No Glory      | Andy Wolk      | Laurie Arent                | 4 sierpnia 2009  | 18 lipca 2011   |
| 9  | 9  | Mother's Day           | Jeff Bleckner  | Glen Mazzara                | 11 sierpnia 2009 | 25 lipca 2011   |
| 10 | 10 | Hello and Goodbye      | Jeff Bleckner  | Sarah Thorp, Anna C. Miller | 18 sierpnia 2009 | 1 sierpnia 2011 |

## Sezon 2 (2010)
| №  | #  | Tytuł             | Reżyseria     | Scenariusz                    | Premiera (TNT)   | Premiera (AXN) |
| -- | -- | ----------------- | ------------- | ----------------------------- | ---------------- | -------------- |
| 11 | 1  | No Excuses        | Jeff Bleckner | Glen Mazzara                  | 22 czerwca 2010  |                |
| 12 | 2  | The Starting Line | Ed Bianchi    | John Masius, Erica Shelton    | 29 czerwca 2010  |                |
| 13 | 3  | Road Narrows      | Ed Bianchi    | Sang Kyu Kim                  | 6 lipca 2010     |                |
| 14 | 4  | Afterglow         | Jeff Bleckner | Darin Goldberg, Shelley Meals | 13 lipca 2010    |                |
| 15 | 5  | The Match         | Mike Robe     | Adam E. Fierro, Glen Mazzara  | 20 lipca 2010    |                |
| 16 | 6  | Final Curtain     | Tricia Brock  | Sarah Thorp                   | 27 lipca 2010    |                |
| 17 | 7  | Hidden Truths     | Jeff Bleckner | Darin Goldberg, Shelley Meals | 3 sierpnia 2010  |                |
| 18 | 8  | A Mother Knows    | Tricia Brock  | Erica Shelton                 | 10 sierpnia 2010 |                |
| 19 | 9  | Picture Perfect   | Jeff Bleckner | Adam E. Fierro, Lisa Randolph | 17 sierpnia 2010 |                |
| 20 | 10 | No Exit           | Jeff Bleckner | Adam E. Fierro, Glen Mazzara  | 24 sierpnia 2010 |                |

## Sezon 3 (2011)
| №  | #  | Tytuł                      | Reżyseria          | Scenariusz                    | Premiera (TNT)   | Premiera (AXN) |
| -- | -- | -------------------------- | ------------------ | ----------------------------- | ---------------- | -------------- |
| 21 | 1  | For Better or Worse        | Peter Werner       | John Tinker                   | 14 czerwca 2011  |                |
| 22 | 2  | Fight or Flight            | Seith Mann         | Sang Kyu Kim                  | 21 czerwca 2011  |                |
| 23 | 3  | Parental Guidance Required | Mike Robe          | Allison Robbins, John Romano  | 28 czerwca 2011  |                |
| 24 | 4  | A Fair to Remember         | Stephen Gyllenhaal | Darin Goldberg, Shelley Meals | 5 lipca 2011     |                |
| 25 | 5  | Let Freedom Sing           | Adam Kane          | Sibyl Gardner                 | 12 lipca 2011    |                |
| 26 | 6  | Just Between Friends       | Rosemary Rodriguez | Allison Robbins, John Romano  | 19 lipca 2011    |                |
| 27 | 7  | To Tell the Truth          | Tony Goldwyn       | Allison Robbins, John Romano  | 26 lipca 2011    |                |
| 28 | 8  | Price of Admission         | Rosemary Rodriguez | John Tinker                   | 2 sierpnia 2011  |                |
| 29 | 9  | Signed, Sealed, Delivered  | Rosemary Rodriguez | John Romano                   | 9 sierpnia 2011  |                |
| 30 | 10 | A Shot in the Dark         | Michael Schultz    | Darin Goldberg, Shelley Meals | 16 sierpnia 2011 |                |